# Górnik Zabrze w sezonie 2019/2020
Sezon 2019/2020 był 72. sezonem w historii klubu i 62. na najwyższym poziomie rozgrywek ligowych (trzecim z kolei). Górnik zakończył rozgrywki Ekstraklasy na dziewiątym miejscu. Rozgrywki Pucharu Polski rozpoczął od 1/32 finału docierając do 1/16.

## Działalność klubu
14 maja 2019 roku Komisja ds. Licencji Klubowych Polskiego Związku Piłki Nożnej ogłosiła decyzję o przyznaniu Górnikowi Zabrze licencji na grę w Ekstraklasie w sezonie 2019/2020 (bez dodatkowych nadzorów).
27 czerwca 2019 roku, na kolejne dwa lata, kontrakt z klubem przedłużył trener Marcin Brosz. Jednocześnie współpracę przedłużono z całym sztabem szkoleniowym, a także z dotychczasowym koordynatorem ds. sportowych Arturem Płatkiem.
Pomimo braku potwierdzenia ze strony klubu oraz jego właściciela (miasta Zabrze) do mediów dotarła informacja o zakończeniu w dniu 19 czerwca kadencji prezesa Bartosza Sarnowskiego. Dwa tygodnie później rzecznik Urzędu Miejskiego w Zabrzu poinformował o odejściu Sarnowskiego, a także o wypracowanym zysku za rok 2018. Powodem zakończenia współpracy było nieprzedłożenie przez Sarnowskiego planu działania klubu na kolejną kadencję.
Podczas oficjalnej prezentacji drużyny ogłoszono, że logo głównego partnera strategicznego klubu (Polskiej Grupy Górniczej SA) pojawi się na koszulkach piłkarzy.
27 stycznia 2020 roku na stanowisko prezesa klubu powołany został Dariusz Czernik będący od kwietnia 2019 roku członkiem zarządu Górnika Zabrze, a od czerwca, kiedy dobiegła końca kadencja prezesa Bartosza Sarnowskiego, tworzył z Małgorzatą Miller-Gogolińską dwuosobowy zarząd.
Pod koniec stycznia 2020 roku klub podpisał umowę z przedsiębiorstwem Węglokoks, które zostało partnerem głównym Górnika.

## Stadion

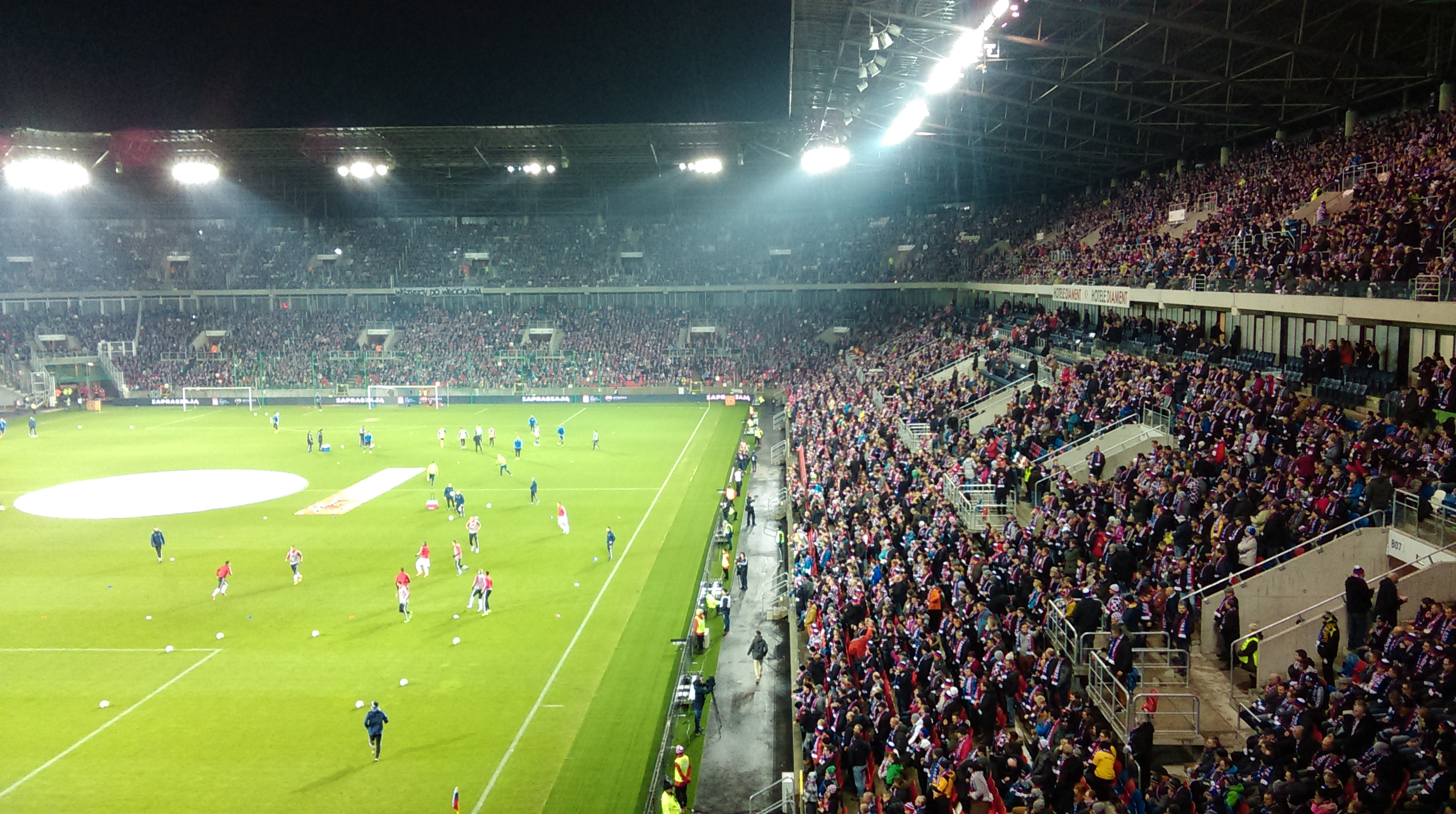
Arena Zabrze

Miejscem rozgrywania spotkań domowych jest stadion Arena Zabrze o pojemności 24 563 krzesełek.
* w dolnej części wykresu oznaczono frekwencję w rundzie finałowej

## PKO BP Ekstraklasa
13 marca, w przeddzień rewanżowego meczu z ŁKS Łódź, rozgrywki PKO Bank Ekstraklasy zostały zawieszone ze względu na sytuację związaną z rozprzestrzeniającym się koronawirusem COVID-19 i zagrożeniem epidemiologicznym na terytorium Polski.
20 marca Departament Logistyki Rozgrywek Ekstraklasy S.A. poinformował, że w związku z aktualną sytuacją związaną z wprowadzonym stanem zagrożenia epidemicznego i wynikającym z tego przedłużającym się brakiem możliwości kontynuacji rozgrywek w zaplanowanym pierwotnie okresie, mecze PKO Bank Polski Ekstraklasy zostają odwołane do 26 kwietnia 2020 r. włącznie.

### Tabela po rundzie finałowej
| Poz. | Drużyna               | M  | Punkty | Z  | R  | P  | Bramki | Bramki | Bramki |
| Poz. | Drużyna               | M  | Punkty | Z  | R  | P  | +      | -      | +/-    |
| ---- | --------------------- | -- | ------ | -- | -- | -- | ------ | ------ | ------ |
| 7    | Cracovia              | 37 | 53     | 16 | 5  | 16 | 49     | 40     | 9      |
| 8    | Jagiellonia Białystok | 37 | 52     | 14 | 10 | 13 | 48     | 51     | -3     |
| 9    | Górnik Zabrze         | 37 | 53     | 14 | 11 | 12 | 51     | 47     | 4      |
| 10   | Raków Częstochowa     | 37 | 53     | 16 | 5  | 16 | 51     | 56     | -5     |
| 11   | KGHM Zagłębie Lubin   | 37 | 53     | 15 | 8  | 14 | 61     | 53     | 8      |

Ostatnia aktualizacja: 37. kolejka

### Tabela po rundzie zasadniczej
| Poz. | Drużyna               | M  | Punkty | Z  | R  | P  | Bramki | Bramki | Bramki |
| Poz. | Drużyna               | M  | Punkty | Z  | R  | P  | +      | -      | +/-    |
| ---- | --------------------- | -- | ------ | -- | -- | -- | ------ | ------ | ------ |
| 7    | Jagiellonia Białystok | 30 | 44     | 12 | 8  | 10 | 41     | 39     | 2      |
| 8    | Lechia Gdańsk         | 30 | 43     | 11 | 10 | 9  | 40     | 42     | -2     |
| 9    | Górnik Zabrze         | 30 | 41     | 10 | 11 | 9  | 39     | 38     | 1      |
| 10   | Raków Częstochowa     | 30 | 41     | 12 | 5  | 13 | 38     | 43     | -5     |
| 11   | KGHM Zagłębie Lubin   | 30 | 38     | 10 | 8  | 12 | 49     | 46     | 3      |

Ostatnia aktualizacja: 30. kolejka
    wejście do grupy mistrzowskiej     wejście do grupy spadkowej

### Wyniki spotkań
| Mecz                         | Data            | Godz. | Stadion   | Przeciwnik            | Wynik | Punkty | Strzelcy                               |
| ---------------------------- | --------------- | ----- | --------- | --------------------- | ----- | ------ | -------------------------------------- |
| Runda jesienna               |                 |       |           |                       |       |        |                                        |
| 1                            | 22 lipca        | 18:00 | Płock     | Wisła Płock           | 1:1   | 1      | Angulo                                 |
| 2                            | 26 lipca        | 18:00 | Zabrze    | KGHM Zagłębie Lubin   | 1:0   | 4      | Jiménez                                |
| 3                            | 5 sierpnia      | 18:00 | Kraków    | Wisła Kraków          | 0:1   | 4      | -                                      |
| 4                            | 10 sierpnia     | 20:00 | Zabrze    | Raków Częstochowa     | 1:0   | 7      | Sapała (sam.)                          |
| 5                            | 17 sierpnia     | 20:00 | Białystok | Jagiellonia Białystok | 1:3   | 7      | Wolsztyński                            |
| 6                            | 25 sierpnia     | 15:00 | Zabrze    | Korona Kielce         | 3:0   | 10     | Zapolnik, Jiménez, Angulo              |
| 7                            | 30 sierpnia     | 18:00 | Gdynia    | Arka Gdynia           | 0:1   | 10     | -                                      |
| 8                            | 15 września     | 17:30 | Zabrze    | Śląsk Wrocław         | 0:0   | 11     | -                                      |
| 9                            | 22 września     | 15:00 | Szczecin  | Pogoń Szczecin        | 1:1   | 12     | Angulo                                 |
| 10                           | 28 września     | 20:00 | Zabrze    | Lech Poznań           | 1:3   | 12     | Jiménez                                |
| 11                           | 6 października  | 15:00 | Kraków    | Cracovia              | 1:1   | 13     | Matuszek                               |
| 12                           | 20 października | 17:30 | Zabrze    | ŁKS Łódź              | 1:1   | 14     | Angulo                                 |
| 13                           | 26 października | 20:00 | Gdańsk    | Lechia Gdańsk         | 1:1   | 15     | Jiménez                                |
| 14                           | 3 listopada     | 15:00 | Zabrze    | Piast Gliwice         | 1:1   | 16     | Matuszek                               |
| 15                           | 9 listopada     | 17:30 | Warszawa  | Legia Warszawa        | 1:5   | 16     | Wiśniewski                             |
| Runda wiosenna               |                 |       |           |                       |       |        |                                        |
| 16                           | 22 listopada    | 18:00 | Zabrze    | Wisła Płock           | 2:2   | 17     | Angulo (2)                             |
| 17                           | 29 listopada    | 18:00 | Lubin     | KGHM Zagłębie Lubin   | 0:2   | 17     | -                                      |
| 18                           | 6 grudnia       | 20:30 | Zabrze    | Wisła Kraków          | 4:2   | 20     | Wolsztyński, Jiménez (2), Angulo       |
| 19                           | 14 grudnia      | 15:00 | Bełchatów | Raków Częstochowa     | 1:2   | 20     | Jiménez                                |
| 20                           | 21 grudnia      | 20:00 | Zabrze    | Jagiellonia Białystok | 3:0   | 23     | Angulo (2), Jiménez                    |
| 21                           | 8 lutego        | 15:00 | Kielce    | Korona Kielce         | 0:0   | 24     | -                                      |
| 22                           | 14 lutego       | 18:00 | Zabrze    | Arka Gdynia           | 2:0   | 27     | Angulo, Bochniewicz                    |
| 23                           | 21 lutego       | 20:30 | Wrocław   | Śląsk Wrocław         | 1:2   | 27     | Puerto (sam.)                          |
| 24                           | 29 grudnia      | 17:30 | Zabrze    | Pogoń Szczecin        | 3:1   | 30     | Jirka, Angulo, Jiménez                 |
| 25                           | 3 marca         | 18:00 | Poznań    | Lech Poznań           | 1:4   | 30     | Krawczyk                               |
| 26                           | 6 marca         | 20:30 | Zabrze    | Cracovia              | 3:2   | 33     | Jiménez, Jirka, Vasilantonopoulos      |
| 27                           | 30 maja         | 15:00 | Łódź      | ŁKS Łódź              | 1:0   | 36     | Giakoumakis                            |
| 28                           | 5 czerwca       | 20:30 | Zabrze    | Lechia Gdańsk         | 2:2   | 37     | Jirka (2)                              |
| 29                           | 9 czerwca       | 18:00 | Gliwice   | Piast Gliwice         | 0:0   | 38     | -                                      |
| 30                           | 14 czerwca      | 18:00 | Zabrze    | Legia Warszawa        | 2:0   | 41     | Jiménez, Angulo                        |
| Grupa mistrzowska / spadkowa |                 |       |           |                       |       |        |                                        |
| 31                           | 19 czerwca      | 20:30 | Zabrze    | Korona Kielce         | 3:2   | 44     | Giakoumakis, Gnjatić (sam.), Angulo    |
| 32                           | 23 czerwca      | 20:30 | Łódź      | ŁKS Łódź              | 3:1   | 47     | Vasilantonopoulos, Angulo, Giakoumakis |
| 33                           | 27 czerwca      | 20:00 | Zabrze    | Wisła Kraków          | 0:1   | 47     | -                                      |
| 34                           | 6 lipca         | 18:00 | Płock     | Wisła Płock           | 0:1   | 47     | -                                      |
| 35                           | 10 lipca        | 20:30 | Zabrze    | Raków Częstochowa     | 4:1   | 50     | Angulo (2), Jach (sam.), Jiménez       |
| 36                           | 14 lipca        | 20:30 | Gdynia    | Arka Gdynia           | 2:1   | 53     | Koj, Manneh                            |
| 37                           | 18 lipca        | 17:30 | Zabrze    | KGHM Zagłębie Lubin   | 0:2   | 53     | -                                      |

Ostatnia aktualizacja: 37. kolejka
    zwycięstwo     remis     porażka

### Kolejka po kolejce
| 1 | 2 | 3  | 4 | 5 | 6 | 7 | 8  | 9  | 10 | 11 | 12 | 13 | 14 | 15 | 16 | 17 | 18 | 19 | 20 | 21 | 22 | 23 | 24 | 25 | 26 | 27 | 28 | 29 | 30 | 31 | 32 | 33 | 34 | 35 | 36 | 37 |
| - | - | -- | - | - | - | - | -- | -- | -- | -- | -- | -- | -- | -- | -- | -- | -- | -- | -- | -- | -- | -- | -- | -- | -- | -- | -- | -- | -- | -- | -- | -- | -- | -- | -- | -- |
| 5 | 4 | 10 | 5 | 9 | 7 | 9 | 10 | 10 | 11 | 11 | 12 | 11 | 12 | 12 | 12 | 12 | 12 | 12 | 12 | 12 | 12 | 12 | 12 | 12 | 12 | 11 | 11 | 10 | 9  | 9  | 9  | 10 | 10 | 9  | 9  | 9  |

    wejście do grupy mistrzowskiej     wejście do grupy spadkowej

## Totolotek Puchar Polski
| Faza | Data            | Godz. | Stadion            | Przeciwnik                 | Wynik | Strzelcy                                                 |
| ---- | --------------- | ----- | ------------------ | -------------------------- | ----- | -------------------------------------------------------- |
| 1/32 | 25 września     | 15:30 | Środa Wielkopolska | Polonia Środa Wielkopolska | 6:0   | Wiśniewski, Baidoo, Koj, Wolsztyński, Krawczyk, Zapolnik |
| 1/16 | 29 października | 20:30 | Łódź               | ŁKS Łódź                   | 0:2   | -                                                        |

Ostatnia aktualizacja: 1/16 Pucharu Polski
    zwycięstwo     remis     porażka

## Mecze towarzyskie
| Data                                | Przeciwnik                   | Miejsce          | Wynik | Strzelcy                                         |
| ----------------------------------- | ---------------------------- | ---------------- | ----- | ------------------------------------------------ |
| Rozegrane w przerwie letniej        |                              |                  |       |                                                  |
| 22 czerwca                          | GKS Katowice                 | Wodzisław Śląski | 2:0   | Jiménez (2)                                      |
| 26 czerwca                          | MFK Karviná                  | Zabrze           | 2:1   | Angulo, Wolsztyński                              |
| 1 lipca                             | AEK Larnaka                  | Wronki           | 1:2   | Sekulić                                          |
| 2 lipca                             | Bruk-Bet Termalica Nieciecza | Wronki           | 1:2   | Zapolnik                                         |
| 5 lipca                             | Reprezentacja AFE            | Szamotuły        | 3:0   | Koj, Manneh, Wolsztyński                         |
| 7 lipca                             | AEK Ateny                    | Kielce           | 0:1   | -                                                |
| 12 lipca                            | Maccabi Netanja              | Nowiny           | 1:1   | Ściślak                                          |
| 15 lipca                            | Atlantas Kłajpeda            | Zabrze           | 2:0   | Angulo (2)                                       |
| Rozegrane w trakcie rundy jesiennej |                              |                  |       |                                                  |
| 30 lipca                            | Cracovia                     | Kraków           | 1:3   | Krawczyk                                         |
| 29 września                         | Slavia Ruda Śląska           | Ruda Śląska      | 8:1   | Baidoo (3), Wolsztyński (2), Krawczyk (2), Skiba |
| Rozegrane w przerwie zimowej        |                              |                  |       |                                                  |
| 11 stycznia                         | Baník Ostrawa                | Bieruń           | 2:1   | Ryczkowski, Koj                                  |
| 18 stycznia                         | Diósgyőri VTK                | Dromolaksia      | 1:1   | Wolsztyński                                      |
| 18 stycznia                         | Diósgyőri VTK                | Dromolaksia      | 1:2   | Sekulić                                          |
| 22 stycznia                         | AS Trenčín                   | Frenaros         | 3:1   | Angulo, Zapolnik (2)                             |
| 25 stycznia                         | FK Csíkszereda               | Sotira           | 4:1   | Bauzá, Kobylarczyk, Rostkowski, Gryszkiewicz     |
| 25 stycznia                         | FK Teplice                   | Frenaros         | 2:0   | Jiménez (2)                                      |
| 1 lutego                            | Red Bull Salzburg            | Salzburg         | 0:3   | -                                                |
| Rozegrane w trakcie rundy wiosennej |                              |                  |       |                                                  |
| 9 lutego                            | Puszcza Niepołomice          | Zabrze           | 1:0   | Krawczyk                                         |
| 15 lutego                           | Górnik II Zabrze             | Zabrze           | 10:1  | Krawczyk (6), Rostkowski (2), Paluszek, Kopacz   |

Ostatnia aktualizacja: 17 lutego 2020
    zwycięstwo     remis     porażka

## Zawodnicy

### Skład
| Nr                                                                  | Zawodnik                  | Data urodzenia       | W klubie od | Poprzedni klub               | Ekstraklasa | Ekstraklasa | Puchar Polski | Puchar Polski | RAZEM | RAZEM |        |        | Uwagi                                                         |
| Nr                                                                  | Zawodnik                  | Data urodzenia       | W klubie od | Poprzedni klub               |             |             |               |               |       |       | EKS/PP | EKS/PP | Uwagi                                                         |
| ------------------------------------------------------------------- | ------------------------- | -------------------- | ----------- | ---------------------------- | ----------- | ----------- | ------------- | ------------- | ----- | ----- | ------ | ------ | ------------------------------------------------------------- |
| Bramkarze                                                           |                           |                      |             |                              |             |             |               |               |       |       |        |        |                                                               |
| 1                                                                   | Tomasz Loska              | 26 stycznia 1996     | 2013        | Raków Częstochowa            | -           | -           | -             | -             | -     | -     | -      | -      | w okienku zimowym wypożyczony do Bruk-Bet Termalicy Nieciecza |
| 31                                                                  | Bartosz Neugebauer        | 18 lutego 2002       | 2019        | Rozwój Katowice              | -           | -           | -             | -             | -     | -     | -      | -      |                                                               |
| 77                                                                  | Dawid Kudła               | 21 marca 1992        | 2019        | Zagłębie Sosnowiec           | -           | -           | 1             | -             | 1     | -     | -      | -      |                                                               |
| 84                                                                  | Martin Chudý              | 23 kwietnia 1989     | 2019        | Spartak Trnawa               | 37          | -           | 1             | -             | 38    | -     | 1/0    | -      |                                                               |
| Obrońcy                                                             |                           |                      |             |                              |             |             |               |               |       |       |        |        |                                                               |
| 2                                                                   | Przemysław Wiśniewski     | 27 lipca 1998        | 2015        | Górnik II Zabrze             | 35          | 1           | 2             | 1             | 37    | 2     | 8/0    | -      |                                                               |
| 3                                                                   | Boris Sekulić             | 21 października 1991 | 2019        | CSKA Sofia                   | 21          | -           | 1             | -             | 22    | -     | 6/1    | -      | w okienku zimowym odszedł do Chicago Fire                     |
| 4                                                                   | Adam Örn Arnarson         | 27 sierpnia 1995     | 2019        | Aalesunds FK                 | -           | -           | 1             | -             | 1     | -     | -      | -      | w okienku zimowym odszedł do Tromsø IL                        |
| 5                                                                   | Paweł Bochniewicz         | 30 stycznia 1996     | 2018        | Udinese Calcio               | 33          | 1           | 2             | -             | 35    | 1     | 5/0    | -      |                                                               |
| 6                                                                   | Aleksander Paluszek       | 9 kwietnia 2001      | 2019        | Śląsk II Wrocław             | 2           | -           | -             | -             | 2     | -     | 2/1    | -      |                                                               |
| 14                                                                  | Michał Koj                | 28 lipca 1993        | 2017        | Ruch Chorzów                 | 10          | 1           | 2             | 1             | 12    | 2     | 2/0    | -      |                                                               |
| 16                                                                  | Dariusz Pawłowski         | 25 lutego 1999       | 2012        | Bruk-Bet Termalica Nieciecza | 4           | -           | -             | -             | 4     | -     | -      | -      |                                                               |
| 24                                                                  | Bartłomiej Eizenchart     | 23 sierpnia 2001     | 2019        | Górnik II Zabrze             | -           | -           | -             | -             | -     | -     | -      | -      | w okienku zimowym wypożyczony do Puszczy Niepołomice          |
| 27                                                                  | Adrian Gryszkiewicz       | 13 grudnia 1999      | 2018        | Gwarek Zabrze                | 1           | -           | -             | -             | 1     | -     | 1/0    | -      |                                                               |
| 28                                                                  | Stavros Vasilantonopoulos | 28 stycznia 1992     | 2020        | AEK Ateny                    | 11          | 2           | -             | -             | 11    | 2     | -      | -      | dołączył do zespołu w okienku zimowym                         |
| 64                                                                  | Erik Janža                | 21 czerwca 1993      | 2019        | NK Osijek                    | 36          | -           | -             | -             | 36    | -     | 5/0    | -      |                                                               |
| -                                                                   | Karol Jaksik              | 30 lipca 1999        | 2013        | Górnik II Zabrze             | -           | -           | -             | -             | -     | -     | -      | -      | w okienku zimowym wypożyczony do Pogoni Siedlce               |
| -                                                                   | Kamil Surowiec            | 23 marca 1999        | 2018        | Górnik II Zabrze             | -           | -           | -             | -             | -     | -     | -      | -      |                                                               |
| Pomocnicy                                                           |                           |                      |             |                              |             |             |               |               |       |       |        |        |                                                               |
| 7                                                                   | David Kopacz              | 29 maja 1999         | 2019        | VfB Stuttgart                | 24          | -           | 2             | -             | 26    | -     | 4/0    | -      |                                                               |
| 8                                                                   | Alasana Manneh            | 8 kwietnia 1998      | 2019        | Etyr Wielkie Tyrnowo         | 24          | 1           | 1             | -             | 25    | 1     | 3/1    | -      |                                                               |
| 9                                                                   | Jesús Jiménez             | 5 listopada 1993     | 2018        | CF Talavera de la Reina      | 37          | 12          | 1             | -             | 38    | 12    | 3/0    | -      |                                                               |
| 10                                                                  | Łukasz Wolsztyński        | 8 grudnia 1994       | 2012        | Legionovia Legionowo         | 26          | 2           | 2             | 1             | 28    | 3     | 1/1    | -      |                                                               |
| 11                                                                  | Ishmael Baidoo            | 1 grudnia 1998       | 2019        | Septemwri Sofia              | 6           | -           | 1             | 1             | 7     | 1     | 1/0    | -      | w okienku zimowym wypożyczony do FK Železiarne Podbrezová     |
| 15                                                                  | Roman Procházka           | 14 marca 1989        | 2020        | Viktoria Pilzno              | 14          | -           | -             | -             | 14    | -     | 5/0    | -      | dołączył do zespołu w okienku zimowym                         |
| 18                                                                  | Juan Bauzá                | 3 maja 1996          | 2019        | Gimnasia y Esgrima Mendoza   | 6           | -           | 1             | -             | 7     | -     | 1/0    | -      | w okienku zimowym wypożyczony do FK Csíkszereda               |
| 20                                                                  | Daniel Ściślak            | 13 marca 2000        | 2019        | Górnik II Zabrze             | 22          | -           | 1             | -             | 23    | -     | 0/1    | -      |                                                               |
| 22                                                                  | Szymon Matuszek           | 7 stycznia 1989      | 2016        | Dolcan Ząbki                 | 21          | 2           | 2             | -             | 23    | 2     | 6/2    | -      |                                                               |
| 23                                                                  | Mateusz Matras            | 23 stycznia 1991     | 2019        | KGHM Zagłębie Lubin          | 22          | -           | 1             | -             | 23    | -     | 5/0    | -      |                                                               |
| 28                                                                  | Maciej Ambrosiewicz       | 24 maja 1998         | 2016        | MFK Karviná                  | 1           | -           | -             | -             | 1     | -     | -      | -      | w okienku letnim odszedł do Wisły Płock                       |
| 33                                                                  | Erik Jirka                | 19 września 1997     | 2020        | Radnički Nisz                | 17          | 4           | -             | -             | 17    | 4     | 2/0    | -      | dołączył do zespołu w okienku zimowym                         |
| 44                                                                  | Filip Bainović            | 23 czerwca 1996      | 2019        | FK Rad                       | 20          | -           | 2             | -             | 22    | -     | 3/0    | -      |                                                               |
| 45                                                                  | Adam Ryczkowski           | 30 kwietnia 1997     | 2018        | Chojniczanka Chojnice        | 7           | -           | -             | -             | 7     | -     | -      | -      |                                                               |
| 97                                                                  | Michał Rostkowski         | 10 sierpnia 2000     | 2019        | ROW 1964 Rybnik              | 1           | -           | -             | -             | 1     | -     | -      | -      |                                                               |
| Napastnicy                                                          |                           |                      |             |                              |             |             |               |               |       |       |        |        |                                                               |
| 11                                                                  | Giorgos Giakoumakis       | 9 grudnia 1994       | 2020        | AEK Ateny                    | 12          | 3           | -             | -             | 12    | 3     | 3/0    | -      | dołączył do zespołu w okienku zimowym                         |
| 17                                                                  | Igor Angulo               | 26 stycznia 1984     | 2016        | AO Platania Chanion          | 36          | 16          | 1             | -             | 37    | 16    | 2/0    | -      |                                                               |
| 19                                                                  | Kamil Zapolnik            | 9 września 1992      | 2018        | GKS Tychy                    | 17          | 1           | 2             | 1             | 19    | 2     | 3/0    | -      |                                                               |
| 21                                                                  | Piotr Krawczyk            | 29 grudnia 1994      | 2019        | Legionovia Legionowo         | 12          | 1           | 1             | 1             | 13    | 2     | 1/0    | -      |                                                               |
| 26                                                                  | Dominik Lasik             | 5 lutego 1997        | 2016        | Gwarek Zabrze                | -           | -           | -             | -             | -     | -     | -      | -      |                                                               |
| 31                                                                  | Bartosz Bartczuk          | 14 czerwca 2000      | 2016        | Górnik II Zabrze             | -           | -           | -             | -             | -     | -     | -      | -      |                                                               |
| Ostatnia aktualizacja: 37. kolejka Ekstraklasy, 1/16 Pucharu Polski |                           |                      |             |                              |             |             |               |               |       |       |        |        |                                                               |

### Transfery

#### Przyszli
| Poz            | Nazwisko                  | Poprzedni klub               | Typ                    | Koniec      | Kwota transferu | Źródło |
| -------------- | ------------------------- | ---------------------------- | ---------------------- | ----------- | --------------- | ------ |
| Okienko letnie |                           |                              |                        |             |                 |        |
| OB             | Aleksander Paluszek       | Śląsk II Wrocław             | transfer               | 30.06.2021  | bez odstępnego  | [ 8 ]  |
| PO             | Michał Rostkowski         | ROW 1964 Rybnik              | transfer               | 30.06.2021  | bez odstępnego  | [ 9 ]  |
| OB             | Dariusz Pawłowski         | Bruk-Bet Termalica Nieciecza | powrót z wypożyczenia  | 30.06.2020  | -               | [ 9 ]  |
| PO             | Filip Bainović            | FK Rad                       | transfer               | 30.06.2022  | brak danych     | [ 10 ] |
| OB             | Erik Janža                | NK Osijek                    | transfer               | 30.06.2021  | brak danych     | [ 11 ] |
| NA             | Piotr Krawczyk            | Legionovia Legionowo         | transfer               | 30.06.2021  | brak danych     | [ 12 ] |
| PO             | Daniel Ściślak            | Górnik II Zabrze             | profesjonalny kontrakt | 30.06.2021  | -               | [ 13 ] |
| BR             | Dawid Kudła               | Zagłębie Sosnowiec           | wolny transfer         | 30.06.2021  | -               | [ 14 ] |
| PO             | Alasana Manneh            | Etyr Wielkie Tyrnowo         | wolny transfer         | 30.06.2022  | -               | [ 15 ] |
| OB             | David Kopacz              | VfB Stuttgart                | wypożyczenie           | 30.06.2020  | -               | [ 16 ] |
| PO             | Juan Bauzá                | Gimnasia y Esgrima Mendoza   | wypożyczenie           | 30.06.2020  | -               | [ 17 ] |
| BR             | Bartosz Neugebauer        | Rozwój Katowice              | transfer               | brak danych | brak danych     | [ 18 ] |
| Okienko zimowe |                           |                              |                        |             |                 |        |
| PO             | Erik Jirka                | Radnički Nisz                | wypożyczenie           | 30.06.2020  | -               | [ 19 ] |
| PO             | Roman Procházka           | Viktoria Pilzno              | wolny transfer         | 30.06.2021  | bez odstępnego  | [ 20 ] |
| NA             | Giorgos Giakoumakis       | AEK Ateny                    | wypożyczenie           | 30.06.2020  | -               | [ 21 ] |
| OB             | Stavros Vasilantonopoulos | AEK Ateny                    | wypożyczenie           | 30.06.2020  | -               | [ 21 ] |

Ostatnia aktualizacja: 3 marca 2020

#### Odeszli
| Poz            | Nazwisko              | Nowy klub                    | Typ                 | Uwagi         | Źródło        |
| -------------- | --------------------- | ---------------------------- | ------------------- | ------------- | ------------- |
| Okienko letnie |                       |                              |                     |               |               |
| PO             | Szymon Żurkowski      | ACF Fiorentina               | koniec wypożyczenia | -             | [ 22 ] [ 23 ] |
| PO             | Giannis Mystakidis    | Volos NFC                    | koniec wypożyczenia | -             | [ 24 ]        |
| PO             | Walerian Gwilia       | Legia Warszawa               | koniec wypożyczenia | -             | [ 25 ] [ 26 ] |
| OB             | Dani Suárez           | Asteras Tripolis             | koniec kontraktu    | -             | [ 25 ]        |
| BR             | Daniel Bielica        | Sandecja Nowy Sącz           | wypożyczenie        | -             | [ 27 ]        |
| BR             | Wojciech Pawłowski    | Widzew Łódź                  | koniec kontraktu    | -             | [ 28 ]        |
| PO             | Daniel Liszka         | GKS 1962 Jastrzębie          | wypożyczenie        | -             | [ 29 ]        |
| OB             | Kacper Michalski      | GKS Katowice                 | transfer            | brak danych   | [ 30 ]        |
| NA             | Marcin Urynowicz      | GKS Katowice                 | transfer            | brak danych   | [ 30 ]        |
| OB             | Adam Wolniewicz       | GKS 1962 Jastrzębie          | wolny transfer      | -             | [ 31 ]        |
| PO             | Daniel Smuga          | Miedź II Legnica             | rozwiązanie umowy   | -             | [ 32 ]        |
| BR             | Jakub Szymański       | MKS Kluczbork                | koniec kontraktu    | -             | [ 33 ]        |
| PO             | Wojciech Hajda        | Stomil Olsztyn               | wypożyczenie        | -             | [ 34 ]        |
| NA             | Krzysztof Kiklaisz    | Warta Poznań                 | wypożyczenie        | -             | [ 35 ]        |
| PO             | Maciej Ambrosiewicz   | Wisła Płock                  | transfer            | brak danych   | [ 36 ]        |
| PO             | Krzysztof Kubica      | Chrobry Głogów               | wypożyczenie        | -             | [ 37 ]        |
| Okienko zimowe |                       |                              |                     |               |               |
| PO             | Karol Jaksik          | Pogoń Siedlce                | wypożyczenie        | do 30.06.2020 | [ 38 ]        |
| BR             | Tomasz Loska          | Bruk-Bet Termalica Nieciecza | wypożyczenie        | do 30.06.2020 | [ 39 ]        |
| OB             | Bartłomiej Eizenchart | Puszcza Niepołomice          | wypożyczenie        | do 30.06.2021 | [ 40 ]        |
| PO             | Juan Bauzá            | FK Csíkszereda               | wypożyczenie        | do 30.06.2020 | [ 41 ]        |
| OB             | Boris Sekulić         | Chicago Fire                 | transfer            | brak danych   | [ 42 ]        |
| PO             | Ishmael Baidoo        | FK Železiarne Podbrezová     | wypożyczenie        | do 30.06.2020 | [ 43 ]        |
| OB             | Adam Örn Arnarson     | Tromsø IL                    | rozwiązanie umowy   | -             | [ 44 ]        |

Ostatnia aktualizacja: 3 marca 2020

#### Nowe kontrakty
| Poz            | Nazwisko            | Koniec kontraktu | Typ           | Źródło |
| -------------- | ------------------- | ---------------- | ------------- | ------ |
| Okienko letnie |                     |                  |               |        |
| OB             | Mateusz Matras      | 30.06.2021       | nowy kontrakt | [ 45 ] |
| OB             | Paweł Bochniewicz   | 30.06.2021       | wykupienie    | [ 46 ] |
| OB             | Adrian Gryszkiewicz | 30.06.2022       | nowy kontrakt | [ 47 ] |
| Okienko zimowe |                     |                  |               |        |
| PO             | Adam Ryczkowski     | 30.06.2021       | nowy kontrakt | [ 48 ] |
| OB             | Dariusz Pawłowski   | 30.06.2021       | nowy kontrakt | [ 48 ] |

Ostatnia aktualizacja: 29 kwietnia 2020
30 czerwca klub podpisał aneksy z siedmioma piłkarzami, których umowy obowiązywały do końca czerwca, dzięki czemu sezon mógł zostać dokończony bez zmian w kadrze. Aneksy podpisali Igor Angulo, Szymon Matuszek, Kamil Zapolnik oraz wypożyczeni: Erik Jirka, David Kopacz, Stavros Vasilantonopoulos i Giorgos Giakoumakis. Wcześniej, w związku ze spełnieniem zapisów umowy, automatycznie przedłużona została umowa Martina Chudego.

### Skład podstawowy
29 zawodników wystąpiło w tym sezonie w wyjściowym składzie. Najwięcej spotkań rozegrał słowacki bramkarz Martin Chudý (38). W podstawowej jedenastce znalazło się czterech zawodników, którzy zagrali w tej grupie również w sezonie poprzednim (Wiśniewski, Jiménez, Bochniewicz, Angulo). Słowak Erik Jirka (16 występów) dołączył do zespołu w połowie sezonu. Słowak Boris Sekulić pomimo opuszczenia klubu w okienku zimowym rozegrał w sezonie 22 spotkania i znalazł się w jedenastce sezonu.
| Nr | Poz | Zawodnik                  | Ekstraklasa | Puchar Polski | Razem |
| -- | --- | ------------------------- | ----------- | ------------- | ----- |
| 84 | BR  | Martin Chudý              | 37          | 1             | 38    |
| 2  | OB  | Przemysław Wiśniewski     | 35          | 2             | 37    |
| 9  | PO  | Jesús Jiménez             | 36          | -             | 36    |
| 5  | OB  | Paweł Bochniewicz         | 33          | 2             | 35    |
| 64 | OB  | Erik Janža                | 35          | -             | 35    |
| 17 | NA  | Igor Angulo               | 33          | -             | 33    |
| 3  | OB  | Boris Sekulić             | 21          | 1             | 22    |
| 8  | PO  | Alasana Manneh            | 17          | 1             | 18    |
| 10 | PO  | Łukasz Wolsztyński        | 15          | 2             | 17    |
| 33 | PO  | Erik Jirka                | 16          | -             | 16    |
| 23 | OB  | Mateusz Matras            | 16          | -             | 16    |
| 22 | PO  | Szymon Matuszek           | 13          | 2             | 15    |
| 7  | OB  | David Kopacz              | 12          | 2             | 14    |
| 15 | PO  | Roman Procházka           | 13          | -             | 13    |
| 20 | PO  | Daniel Ściślak            | 12          | 1             | 13    |
| 19 | NA  | Kamil Zapolnik            | 11          | 1             | 12    |
| 28 | OB  | Stavros Vasilantonopoulos | 11          | -             | 11    |
| 44 | PO  | Filip Bainović            | 10          | -             | 10    |
| 11 | NA  | Giorgos Giakoumakis       | 9           | -             | 9     |
| 14 | OB  | Michał Koj                | 5           | 2             | 7     |
| 21 | NA  | Piotr Krawczyk            | 5           | 1             | 6     |
| 18 | PO  | Juan Bauzá                | 3           | 1             | 4     |
| 11 | PO  | Ishmael Baidoo            | 2           | 1             | 3     |
| 16 | OB  | Dariusz Pawłowski         | 3           | -             | 3     |
| 6  | OB  | Aleksander Paluszek       | 2           | -             | 2     |
| 4  | OB  | Adam Örn Arnarson         | -           | 1             | 1     |
| 27 | OB  | Adrian Gryszkiewicz       | 1           | -             | 1     |
| 77 | BR  | Dawid Kudła               | -           | 1             | 1     |
| 45 | PO  | Adam Ryczkowski           | 1           | -             | 1     |

Ostatnia aktualizacja: 37. kolejka Ekstraklasy, 1/16 Pucharu Polski
    podstawowa jedenastka     zawodnik odszedł z klubu w trakcie sezonu

## Zarząd i sztab szkoleniowy
Trenerem pierwszej drużyny pozostał Marcin Brosz, pełniący te obowiązki od 3 czerwca 2016 roku. 27 czerwca podpisano nowy kontrakt z trenerem, obowiązujący do końca czerwca 2021 roku.
13 czerwca nastąpiła zmiana na stanowisku trenera rezerw występujących w III lidze. Piotra Gierczaka zastąpił Marcin Prasoł.
| Stanowisko                          | Imię i nazwisko              | Uwagi                              |
| ----------------------------------- | ---------------------------- | ---------------------------------- |
| Prezes                              | Bartosz Sarnowski            | od 27 maja 2016 do 19 czerwca 2019 |
| Członek zarządu                     | Wojciech Warian              | od 1 lutego 2019                   |
| Członek zarządu                     | Małgorzata Miller-Gogolińska | -                                  |
| Trener                              | Marcin Brosz                 | od 3 czerwca 2016                  |
| Asystent trenera                    | Marek Kasprzyk               | od 11 lipca 2016                   |
| Asystent trenera                    | Marek Matuszek               | od 6 lutego 2019                   |
| Trener bramkarzy                    | Mateusz Sławik               | od 6 lutego 2019                   |
| Trener przygotowania fizycznego     | Wojciech Mroszczyk           | od 20 czerwca 2016                 |
| Fizjoterapeuta                      | Bartłomiej Spałek            | Bartłomiej Spałek                  |
| Masażysta                           | Sebastian Jagiełło           | Sebastian Jagiełło                 |
| Lekarz                              | Zbigniew Kwiatkowski         | Zbigniew Kwiatkowski               |
| Kierownik drużyny                   | Krzysztof Skutnik            | Krzysztof Skutnik                  |
| Obsługa techniczna                  | Bartosz Jankowy              | Bartosz Jankowy                    |
| Koordynator ds. Szkolenia Młodzieży | Jan Żurek                    | od 27 lipca 2016                   |
| Górnik II Zabrze (zespół rezerw)    |                              |                                    |
| Trener                              | Marcin Prasoł                | od 13 czerwca 2019                 |
| Asystent trenera                    | Piotr Gierczak               | od 13 czerwca 2019                 |
| Asystent trenera                    | Arkadiusz Przybyła           | od 3 sierpnia 2018                 |
| Trener bramkarzy                    | Jerzy Machnik                | od 6 lutego 2019                   |